# Ил Пођо (Римини)
Ил Пођо је насеље у Италији у округу Римини, региону Емилија-Ромања.
Према процени из 2011. у насељу је живело 67 становника. Насеље се налази на надморској висини од 137 м.